# Messua pura
Messua pura är en spindelart som först beskrevs av Bryant 1948.  Messua pura ingår i släktet Messua och familjen hoppspindlar. Inga underarter finns listade i Catalogue of Life.